# Ritterseifen
Ritterseifen ist ein Ortsteil von Morsbach im Oberbergischen Kreis im südlichen Nordrhein-Westfalen innerhalb des Regierungsbezirks Köln.

## Lage und Beschreibung
In ländlicher, waldreicher Umgebung liegt Ritterseifen am südlichsten Zipfel des Oberbergischen Kreises. Die Städte Gummersbach (38 km), Siegen (35 km) sowie Köln (75 km) sind in wenigen Autominuten zu erreichen.
Benachbarte Ortsteile sind Katzenbach im Norden, Volperhausen im Süden, und Steimelhagen im Südwesten.

## Geschichte

### Erstnennung
1580 wurde der Ort das erste Mal urkundlich erwähnt, und zwar „Peter uff dem Rittersseiffenn, ein Freimann, wird in den Hoenerzetteln genannt.“
Die Schreibweise der Erstnennung war uf dem Rittersseiffenn.